# 劉胡蘭
劉 胡蘭（りゅう こらん、1932年10月8日 - 1947年1月12日）は、中華民国の革命家。

## 生涯
1932年10月8日、山西省文水県雲周西村の中農の家庭に生まれる。
1945年1月、西社奪粮戦闘に加入。
1945年10月、汾河貫家堡村婦女解放培訓班に入学し、小組長に就任した。
1946年2月、東荘で国民政府軍閻錫山部隊との遊撃戦に従軍。
1946年5月、第五区抗聯婦女幹事に就任。雲周西村土改運動を主催する。
1946年12月、中国人民解放軍を率いて国民党員の雲周西村の村長石佩懐を処決する。
1947年1月12日、劉胡蘭は地主階級の逆襲で捕えられ、押し切り機で胴体を切断されて殺された
1947年8月1日、中共中央晋綏分局により中国共産党正式党員と認定。
1956年、山西省文水県に劉胡蘭紀念館が設立。
1957年、雲周西村に劉胡蘭烈士陵園が設立。